# Étude de Tuskegee sur la syphilis

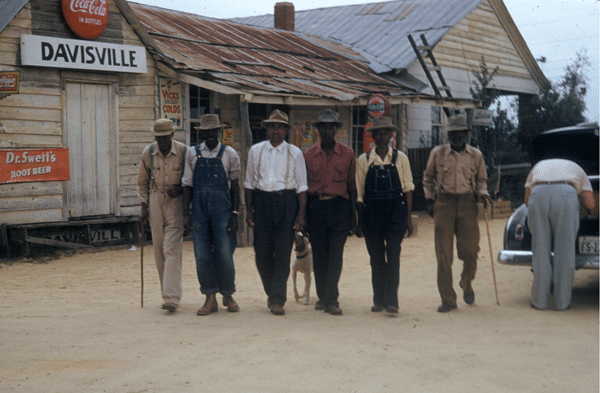
Série de patients sujets à l'étude de Tuskegee.

L'étude de Tuskegee sur la syphilis (1932-1972) est une étude clinique menée à Tuskegee, en Alabama, par des médecins américains pour mieux connaître l'évolution de la syphilis lorsqu'elle n'est pas traitée, réalisée sans en informer les sujets, sous couvert d'une prise en charge médicale par le gouvernement américain.
Le Service de santé publique des États-Unis commence cette étude en 1932, en collaboration avec l'université Tuskegee, une université historiquement noire d'Alabama. Les chercheurs enrôlent alors 600 métayers afro-américains pauvres du comté de Macon. Parmi eux, 399 avaient déjà contracté la syphilis avant le début de l'étude, tandis que 201 n'étaient pas contaminés.
Les participants reçurent des soins médicaux gratuits, des repas, et une assurance entièrement gratuite pour leur participation à l'étude. L'étude s'est étalée sur 40 ans, alors qu'il avait été dit aux participants qu'elle ne durerait que six mois. Aucun des sujets de la recherche ne fut informé du fait qu'ils étaient malades, ni ne fut traité avec de la pénicilline, alors même que cet antibiotique avait fait la preuve de son efficacité dans le traitement de la syphilis, dès 1940. Même après l'arrêt du financement des soins des participants, l'étude continua sans que les participants soient informés du fait qu'ils ne seraient jamais soignés.
Après une trentaine d'années pendant lesquelles les institutions sanitaires laissèrent faire, le scandale éclata dans les années 1970 lorsque Peter Buxtun, médecin en santé publique, en révéla l'existence à la presse, après avoir vainement tenté d'alerter ses autorités de tutelle. Ce scandale est à l'origine du rapport Belmont de 1979, rédigé par le département de la Santé, qui établit les principes fondamentaux de la bioéthique en ce qui concerne l'expérimentation humaine. À cette occasion fut créé l'Office for Human Research Protections chargé de l'examen des protocoles expérimentaux et du respect des principes éthiques.

## Déroulement de l'étude
Cette étude a fait scandale car les chercheurs n'ont jamais informé les participants de leur maladie, et ont volontairement refusé de traiter les sujets malades alors même qu'ils leur mentaient sur le fait qu'ils recevaient un médicament. L'étude a mené à des changements majeurs dans la protection des malades dans les études cliniques. Les individus inscrits dans l'étude de Tuskegee n'ont pas donné leur « consentement libre et éclairé » — concept alors inexistant en droit américain, bien que le code de Nuremberg de 1947 l'avait déjà formulé — et n'ont pas été informés de leur diagnostic. On leur a plutôt dit qu'ils avaient « du mauvais sang », terme utilisé dans la région pour décrire divers symptômes, et qu'en échange de leur participation, ils pourraient recevoir des traitements gratuits, le transport gratuit à la clinique, un repas chaud par jour et, en cas de décès, 1 000 dollars pour les funérailles. Un accord pour une autopsie était néanmoins nécessaire pour recevoir cette somme.
En 1932, au début de l'étude, les traitements habituels de la syphilis étaient toxiques, dangereux et peu efficaces. L'étude avait en partie pour but de déterminer si les patients n'étaient pas mieux sans ces traitements toxiques. Cependant, dès 1943, la pénicilline était devenue le traitement courant et efficace pour la syphilis, sans que ce traitement ne soit pour autant administré aux participants. Les chercheurs voulaient en effet en savoir plus sur cette maladie, soupçonnée de toucher davantage les Afro-Américains que les Blancs, et ont pour cela volontairement privé leurs patients du traitement ordinaire à la pénicilline. Alors que certains patients, volontaires pour aller combattre sur le front, s'étaient vu demander par l'armée américaine de suivre le traitement à la pénicilline, leurs médecins locaux les en dissuadèrent, les empêchant ainsi à la fois de se soigner et de s'enrôler.
Pour eux, la maladie continuait de mener à des désordres chroniques, douloureux et mortels. Les chercheurs de Tuskegee ont ainsi caché aux patients toute information sur la pénicilline afin de continuer de voir comment la maladie pouvait s'étendre et tuer. On a aussi refusé aux participants l'accès à des programmes de traitement disponibles dans la région.

## Scandale
L'étude s'est poursuivie jusqu'en 1972, lorsqu'un article de Jean Heller d'abord dans The Washington Post, repris le lendemain dans The New York Times, entraîna une réaction publique massive qui mena à l'abandon de l'étude. Cette fuite dans la presse fut le fait d'un épidémiologiste du Département de Santé publique (Public Health Service), Peter Buxtun, qui avait déjà écrit sans succès une lettre, en 1967, aux Centres pour le contrôle et la prévention des maladies des États-Unis pour leur demander de mettre fin à l'expérience. En 1968, un statisticien afro-américain du PHS avait également dénoncé l'expérience dans sa revue The Drum, destinée à mettre fin à la ségrégation raciale au sein de l'administration de la santé. À la suite de l'action du lanceur d'alerte Buxtun, le sénateur Edward Moore Kennedy organisa des auditions parlementaires.
La NAACP déposa ensuite une plainte selon la procédure dite de class action, obtenant 9 millions de dollars pour les victimes (au lieu des 1 800 demandés) et des soins appropriés. En 1974, le Congrès vota le National Research Act (en). Le 16 mai 1997, le président Bill Clinton fit des excuses officielles pour cette expérience désastreuse, stigmatisant une « étude aussi clairement raciste ». L'étude est encore citée comme un exemple tristement célèbre de manifestation de racisme dans la recherche scientifique.

## Expérimentations au Guatemala
En 2010, l'historienne Susan Reverby, spécialiste de l'Étude de Tuskegee, a annoncé avoir découvert des documents attestant qu'au cours des années 1946-1948, deux institutions sanitaires des États-Unis (le département de santé publique, US-PHS, et l'institut national de la santé, NIH), l'organisation panaméricaine de la santé et le gouvernement guatémaltèque avaient mené un projet de recherche secret sous l'égide de John Charles Cutler (en) (qui participa par la suite à l'étude de Tuskegee). Ce projet visait aussi à savoir si la pénicilline pourrait empêcher, et pas seulement guérir, l'infection par la syphilis. Les chercheurs ont exposé sciemment et à leur insu 696 prisonniers, soldats et malades mentaux guatémaltèques au germe de la maladie. Lorsque ce projet fut interrompu, les Centres pour le contrôle et la prévention des maladies des États-Unis évaluèrent que sur le total des personnes ayant été enrôlées dans cette étude, 427 avaient effectivement contracté la maladie et parmi celles-ci, 369 reçurent par la suite « un traitement correct » avec de la pénicilline.
En octobre de la même année, le gouvernement des États-Unis, par la voix de la secrétaire d'État Hillary Clinton et de la secrétaire à la Santé Kathleen Sebelius, présenta ses excuses officielles aux Guatémaltèques pour cette expérience qu'elles qualifièrent de « crime contre l'humanité »,.

## Conséquences pendant la crise de la Covid-19
Selon certains médecins américains, le souvenir de l’expérience de Tuskegee a pu expliquer une moindre confiance des Afro-Américains dans les vaccins contre la Covid-19. Selon l’agence régionale de santé publique, en Alabama, 13 % des doses ont été administrées à des Afro-Américains alors qu'ils représentent 27 % de la population de l’État.

## Dans la culture populaire
Cette histoire a donné lieu à une pièce de théâtre écrite par David Feldshuh (en), pièce qui fut ensuite adaptée à l'écran en 1997 avec le téléfilm La Couleur du sang, dans lequel joue l'acteur Laurence Fishburne.
L'album Tuskegee Experiments du musicien de jazz Don Byron, paru en 1990, fait explicitement référence à l'Étude de Tuskegee.
En 1999, le chanteur et compositeur de blues, Mighty Mo Rodgers fait référence, pour le dénoncer, à ce dramatique épisode dans  Tuskegee Blues (chanson de l'album Blues Is My Wailin' Wall).
Le groupe de black metal Zeal and Ardor a consacré un titre, nommé Tuskegee, à cette affaire sur son EP Wake of a Nation paru en 2020.
En février 2021, le rappeur américain J.I.D sort le single Skegee, en reférence à la ville de Tuskegee et parlant de l'étude sur la syphilis menée dans la petite ville.